# Judson Philips
Pour les articles homonymes, voir Philips (homonymie).
Judson Philips, né le 10 août 1903 à Northfield (Massachusetts) et mort le 7 mars 1989 à Canaan (Connecticut), est un écrivain américain de romans policiers connu également sous les pseudonymes d’Hugh Pentecost et Philip Owen.

## Biographie
Fils d’un chanteur d’opéra et d’une actrice, Philips voyage beaucoup en Europe, avant de terminer ses études à l'Université Columbia de New York. Avant même la fin de ses études, il publie une histoire de chambre close, Room Number Twenty-Three. Puis, il écrit des nouvelles policières ou de sport dans les pulps ou des périodiques.
Son premier roman, Red War, est écrit en 1936 avec Thomas Marvin Johnson. S'il publie peu dans les années qui suivent son mariage (1951) avec Norma Burton, il accélère sensiblement la cadence dans les années 1960. Jusqu’à sa mort, il aura fait paraître sous son nom ou sous celui d’Hugh Pentecost une centaine de romans policiers et d'espionnage n’utilisant qu’à une seule reprise, pour Mystery at a Country Inn, le pseudonyme Philip Owen.
Il travaille également pour la radio, où il adapte les aventures du Père Brown, le détective ecclésiastique de G. K. Chesterton, et pour la télévision, en rédigeant des scripts pour quelques séries, dont un épisode de Perry Mason, en collaboration avec Jonathan Latimer (The Case of the Lurid Letter, saison 6, épisode 10, diffusé le 6 décembre 1962).

### Ses différents personnages
Il écrit plusieurs séries de romans utilisant un personnage récurrent :
- Luke Bradley, enquêteur dans le monde de la philatélie
- Pierre Chambrun, français émigré et gérant d’un hôtel de luxe
- Danny Coyle et Harward Donovan, bookmakers
- Oncle George
- John Jericho, artiste barbu
- Lieutenant Pascal, lieutenant de police
- Julian Quist
- Grant Simon, journaliste
- John Smith, psychiatre
- Peter Styles, détective privé unijambiste

### La Mystery Writers of America
En 1945, Philips est un des membres fondateurs de la Mystery Writers of America et en est le troisième président.
En 1973, il reçoit la plus grande distinction de l’association, le prix Grand Master Award, le récompensant pour l’ensemble de son œuvre.

## Œuvre

### Romans signés Judson Philips

#### SériePeter Styles
1. Laughter Trap (1964)
2. Black Glass City (1965)
3. The Twisted People (1965)
4. Wings of Madness (1966)
5. Thursday's Folly (1967)
6. Hot Summer Killing (1968)
7. Nightmare at Dawn (1970)
8. Escape a Killer (1971)
9. The Vanishing Senator (1972)
10. Larkspur Conspiracy (1973)
11. The Power Killers (1974)
12. Walked a Crooked Mile (1975)
13. Backlash (1976)
14. Five Roads to Death (1977)
15. Why Murder (1979)
16. Death is a Dirty Trick (1980)
17. Murder as the Curtain Rises (1981)
18. Target for Tragedy (1982)

#### Autres romans
- Red War (1936), en collaboration avec Thomas M. Johnson
- Death Delivers a Postcard (1940)
- Murder in Marble: a Detective Story (1940)
- Odds on the Hot Seat (1941) Publié en français sous le titre La Fine Équipe, Paris, Gallimard, Série noire no 133, 1952
- The Fourteenth Trump (1942)
- Killer on the Catwalk (1959) Publié en français sous le titre La Mort au théâtre, Paris, Éditions de Trévise, coll. « Le Cachet » no 15, 1961
- Whisper Town (1960) Publié en français sous le titre Des croulants se mettent à tuer, Paris, Fayard, L'Aventure criminelle no 136, 1961
- A Dead Ending (1962) Publié en français et signé Hugh Pentecost sous le titre Des placards à cadavres, Paris, Fayard, L’Aventure criminelle no 160, 1963
- The Dead Can't Love (1963) Publié en français et signé Hugh Pentecost sous le titre Les vedettes meurent deux fois, L’Aventure criminelle no 178, 1964
- Murder Arranged (1978)

### Romans signés Hugh Pentecost

#### SérieLieutenant Luke Bradley
1. Cancelled in Red (1939) Publié en français sous le titre Oblitéré en rouge, Paris, Albin Michel, Le Limier no 43, 1952
2. Twenty-Fourth Horse (1940)
3. I'll Sing at Your Funeral (1942)
4. The Brass Chills (1943)

#### SérieDrJohn Smith
1. Memory of Murder (1946), quatre courts romans en un volume
2. Shadow of Madness (1950)

#### SérieLieutenant Pascal
1. Lieutenant Pascal's Tastes in Homicide (1954), recueils de nouvelles
2. The Obituary Club (1958) Publié en français sous le titre Le Club des morts en sursis, Paris, Éditions de Trévise, coll. « Le Cachet » no 3, 1958
3. The Lonely Target (1959) Publié en français sous le titre Toute la ville le cherche, Paris, Fayard, L’Aventure criminelle no 103, 1961
4. Only the Rich Die Young (1964) Publié en français sous le titre Seuls les riches meurent jeunes, Paris, Fayard, L’Aventure criminelle no 196, 1965

#### SérieOncle George
1. Choice of Violence (1961) Publié en français sous le titre Le Tout pour le tout, Paris, Fayard, L’Aventure criminelle no 138, 1962
2. Murder Sweet and Sour (1965)
3. Around Dark Corners (1970), recueil de nouvelles
4. The Copycat Killers (1983)
5. Price of Silence (1984)
6. Death by Fire (1986)
7. Pattern for Terror (1990)

#### SériePierre Chambrun
1. Cannibal Who Overate (1962) Publié en français sous le titre L’Indigestion du cannibale, Paris, Fayard, L’Aventure criminelle no 151, 1963
2. The Shape of Fear (1963)
3. Evil that Men Do (1966)
4. The Golden Trap (1967)
5. Gilded Nightmare (1968)
6. Girl Watcher's Funeral (1969)
7. The Deadly Joke (1971)
8. Birthday, Deathday (1972)
9. Walking Dead Man (1973)
10. Bargain with Death (1974)
11. Time of Terror (1975)
12. Fourteen Dilemma (1976)
13. Death After Breakfast (1978)
14. Random Killer (1979)
15. Beware Young Lovers (1980)
16. Murder in Luxury (1981)
17. With Intent to Kill (1982)
18. Murder in High Places (1983)
19. Remember to Kill Me (1984)
20. Murder Round the Clock (1985)
21. Nightmare Time (1986)
22. Murder Goes Round and Round (1988)

#### SérieJohn Jericho
1. The Sniper (1965)
2. Hide Her from Every Eye (1966)
3. The Creeping Hours (1966)
4. Dead Woman of the Year (1967)
5. Girl with Six Fingers (1969) Publié en français sous le titre Happening, Paris, Julliard collection « PJ », 1970
6. Plague of Violence (1970)

#### SérieJulian Quist
1. Don't Drop Dead Tomorrow (1971)
2. Champagne Killer (1972)
3. Beautiful Dead (1973)
4. The Judas Freak (1974)
5. Honeymoon with Death (1975)
6. Die After Dark (1976)
7. Steel Palace (1977)
8. Deadly Trap (1978)
9. Homicidal Horse (1979)
10. The Death Mask (1980)
11. Sow Death, Reap Death (1981)
12. Past, Present and Murder (1982)
13. Murder out of Wedlock (1983)
14. Substitute Victim (1984)
15. The Party Killer (1986)
16. Kill and Kill Again (1987)

#### Autres romans
- Cat and Mouse (1940)
- Where the Snow Was Red (1946)
- Chinese Nightmare (1947)
- The Assassins (1955)
- Kingdom of Death (1960) Publié en français sous le titre Le Quai pourri, Paris, Fayard, L’Aventure criminelle no 101, 1961
- The Deadly Friend (1961) Publié en français sous le titre L’Ami mortel, Paris, Fayard, L’Aventure criminelle no 121, 1962
- Murder Clear Track Fast (1961) Publié en français et signé Judson Philips sous le titre Fines Cravaches et crimes de luxe, Paris, Fayard, L’Aventure criminelle no 150, 1961
- The Tarnished Angel (1963) Publié en français sous le titre Village d’artistes, Paris, Fayard, L’Aventure criminelle no 172, 1964
- Day the Children Vanished (1976)
- Murder as Usual (1977)

### Signé Philip Owen
- Mystery at a Country Inn (1979)

#### Nouvelles signées Hugh Pentecost
- Goal to Go (1939)
- Triple Threat (1939)
- Bring it Out of Town (1940)
- The Favorite Always Wins (1940)
- Two Were Missing (1940)
- Approach with Caution (1941)
- Ride to Nowhere (1941)
- Murder Lays the Keel (1942)
- Safety Shower (1943)
- The Dead Man's Tale (1943)
- Dream Girl (1943)
- Seed of Victory (1944)
- Pitcher's Error (1944)
- Murder on the Fred Allen Program (1944), en collaboration avec Virginia Faulkner
- Face in the Dark (1945)
- The Killer-Diller (1945)
- Volcano in the Mind (1945) Publié en français sous le titre Impulsion, traduit par Maurice-Bernard Endrèbe, Paris, Opta, L'Anthologie du Mystère no 10, mars 1967
- Challenge to the Reader (1947)
- The Trail of the Crescent Moon (1947) Publié en français sous le titre La Piste des croissants de lune, Paris, Opta, L'Anthologie du Mystère no 5, 1964
- The Fourth Degree (1948)
- The Girl Who Lived Dangerously (1948) Publié en français sous le titre La Fille qui aimait le danger, Paris, Opta, L'Anthologie du Mystère no 9, septembre 1966
- Lonely Boy (1949) Publié en français sous le titre Le Garçon solitaire, Paris, Opta, Mystère Magazine no 78 juin 1954 ; réédition sous le titre Un ado solitaire, dans Mômes, sweet Mômes, Le Livre noir du crime, tome 12, Pocket no 3235, 1989
- Murder for the President's Purse (1949)
- If I should Die (1949) Publié en français sous le titre S'il fallait que je meure, Paris, Opta, Mystère Magazine no 109 février 1957
- The Eager Victim (1950)
- Tomorrow is Yesterday (1950) Publié en français sous le titre Demain est hier, Paris, Opta, Mystère Magazine no 208 janvier 1966
- The Long Carry (1950)
- The Murder Machine (1950)
- The Man Who Had No Friends (1951) Publié en français sous le titre L'Homme qui n'avait pas d'amis, Paris, Fayard, Le Saint détective magazine no 51 mai 1959
- Murder in Manhattan (1952) Publié en français sous le titre Meurtre à Manhattan, Paris, Opta, Mystère Magazine no 96 janvier 1956
- The Talking Calf (1952) Publié en français sous le titre Le Témoin qui ne pouvait parler, Paris, Opta, Mystère Magazine no 102 juillet 1956
- Murder Plays Through (1952) Publié en français sous le titre La Mort joue au golf, Paris, Opta, Mystère Magazine no 105 octobre 1956
- A Matter of Justice ou The Man Who Killed Dogs (1953) Publié en français sous le titre L'Appât, Paris, Opta, Mystère Magazine no 146 mars 1960
- Murder Underground (1953) Publié en français sous le titre Meurtre sous la terre, Paris, Opta, Mystère Magazine no 253 mars 1969
- The Rubber Doorstops (1956) Publié en français sous le titre Betsy, Paris, Opta, Mystère Magazine no 232 mai 1967
- An End to Fear (1957) Publié en français sous le titre La Fin de la peur, Paris, Opta, Mystère Magazine no 138 juillet 1959
- Murder by a Southpaw (1958) Publié en français sous le titre L'assassin était gaucher, Paris, Opta, Mystère Magazine no 172 mai 1962
- The Day the Children Vanished (1958) Publié en français sous le titre Neuf enfants disparus, Paris, Opta, Mystère Magazine no 191 décembre 1963
- The Sooty Man (1958) Publié en français sous le titre L'Homme couvert de suie, Paris, Opta, Mystère Magazine no 208 mai 1965
- Hunting Day (1958) Publié en français sous le titre Partie de chasse, Paris, Opta, Mystère Magazine no 136 mai 1959
- The Man with Half a Face (1958) Publié en français sous le titre L'Homme à la moitié de visage, Paris, Opta, Mystère Magazine no 142 novembre 1959
- Cop's Job to Know ou Good Cop (1959) Publié en français sous le titre Un fonctionnaire trop consciencieux, Paris, Opta, Mystère Magazine no 169 février 1962 ; réédition sous le titre Un flic perspicace, Paris, Opta, L'Anthologie du Mystère no 7, septembre 1965
- Know Your People (1959) Publié en français sous le titre Savoir à qui on a affaire, Paris, Opta, Mystère Magazine no 150 juillet 1960
- The Unpunishable Murder (1959) Publié en français sous le titre N'y a-t-il pas de châtiment, Paris, Opta, Mystère Magazine no 143 décembre 1959
- The Missing Miss Maydew (1959) Publié en français sous le titre Miss Maydew a disparu, Paris, Opta, Mystère Magazine no 147 avril 1960
- The Lame Duck House Party (1959) Publié en français sous le titre La Soirée des canards boiteux, Paris, Opta, Mystère Magazine no 168 janvier 1962
- My Dear Uncle Sherlock (1960) Publié en français sous le titre Cher Oncle Sherlock, Paris, Opta, Mystère Magazine no 157 février 1961
- Far, Far, Better Thing (1960) Publié en français sous le titre L'Infidèle, Paris, Opta, Mystère Magazine no 161 juin 1961
- The Bottomless Pit (1960) Publié en français sous le titre Le Trou sans fond, Paris, Opta, Mystère Magazine no 163 août 1961
- Hector is Willin' (1960) Publié en français sous le titre La Faute d'Hector, Paris, Opta, Mystère Magazine no 198 juillet 1964
- The Sure Thing (1960)
- The Kingdom of Death (1960)
- Who Wants to Be a Dead Hero? (1960) Publié en français sous le titre L'Héroïsme et la Vie, Paris, Opta, Mystère Magazine no 182 mars 1963
- The Man Inside (1961) Publié en français sous le titre Se mettre dans sa peau, Paris, Opta, Mystère Magazine no 166 novembre 1961
- Frightened Star (1961) Publié en français sous le titre Fragile Étoile, Paris, Opta, Mystère Magazine no 176 septembre 1962
- Hover Through the Fog (1962) Publié en français sous le titre Un crime théâtral, Paris, Opta, Mystère Magazine no 203 décembre 1964
- A World of Envelopes (1962) Publié en français sous le titre Le Monde des pots-de-vin, Paris, Opta, Mystère Magazine no 189 octobre 1963
- A Kind of Murder (1962) Publié en français sous le titre Un meurtre en quelque sorte, Paris, Opta, Mystère Magazine no 181 février 1963
- The Man with the Sixteen Beards (1962) Publié en français sous le titre L'Homme propose, Paris, Opta, Mystère Magazine no 188 septembre 1963
- In the Middle of Nowhere (1963) Publié en français sous le titre Une nuit de fin du monde, Paris, Opta, Mystère Magazine no 195 avril 1964
- Delinquent Account (1963) Publié en français sous le titre Un compte à régler, Paris, Opta, Mystère Magazine no 185 juin 1963
- Murder de Luxe (1963) Publié en français sous le titre Crime de luxe, Paris, Opta, Mystère Magazine no 199 août 1964
- The Man in Seat 12 (1964) Publié en français sous le titre Le Flux et le Reflux, Paris, Opta, L'Anthologie du Mystère no 4, mars 1964
- The Needle Sharp As Ever (1964) Publié en français sous le titre Un aiguillon bien acéré, Paris, Opta, L'Anthologie du Mystère no 6, mars 1965
- Jericho and the Painting Clue (1965) Publié en français sous le titre Jericho et la touche de couleur, Paris, Opta, Mystère Magazine no 219 avril 1966
- Jericho and the Dying Clue (1965) Publié en français sous le titre Jericho et l'enfant, Paris, Opta, Mystère Magazine no 223 août 1966
- Jericho and the Silent Witness (1965) Publié en français sous le titre Jericho et les témoins sans voix, Paris, Opta, L'Anthologie du Mystère no 8, mars 1966
- Jericho and the Nuisance Clue (1966) Publié en français sous le titre Sur la corniche du 15e étage, Paris, Opta, Mystère Magazine no 230 mars 1967
- The Monster of Lakeview (1967) Publié en français sous le titre Le Monstre de Lakeview, Paris, Opta, Mystère Magazine no 239 décembre 1967
- Pierre Chambrun and the Black Days (1968) Publié en français sous le titre Le Masque de Frankenstein, Paris, Opta, Mystère Magazine no 255 avril 1969
- Pierre Chambrun and the Sad Song (1969) Publié en français sous le titre Pierre Chambrun et la chanson triste, Paris, Opta, Mystère Magazine no 261 octobre 1969
- The Masked Crusader (1969) Publié en français sous le titre Le Croisé au masque, Paris, Opta, Mystère Magazine no 273 novembre 1970
- Pierre Chambrun and the Last Fling (1969) Publié en français sous le titre La Grande Vie, Paris, Opta, Mystère Magazine no 287 janvier 1972
- Pierre Chambrun Defends Himself (1969) Publié en français sous le titre Alouette, gentille alouette, Paris, Opta, Mystère Magazine no 307 septembre 1973
- Pierre Chambrun and the War for Peace (1970) Publié en français sous le titre Pierre Chambrun et la lutte pour la paix, Paris, Opta, Mystère Magazine no 270 juillet 1970
- Blood-Red in the Morning (1970) Publié en français sous le titre Une aurore rouge sang, Paris, Opta, Mystère Magazine no 275 janvier 1971
- Jericho and the Dead Clue (1971) Publié en français sous le titre Le témoin était mort, Paris, Opta, Mystère Magazine no 314 avril 1974
- Jericho and the Deadly Errand (1973) Publié en français sous le titre Peintre et modèle, Paris, Opta, Mystère Magazine no 303 mai 1973
- Jericho and the Missing Boy (1973) Publié en français sous le titre Jericho et l'enfant disparu, Paris, Opta, Mystère Magazine no 315 mai 1974
- Jericho and the Unknown Lover (1975) Publié en français sous le titre Jericho et l'amant inconnu, Paris, Opta, Mystère Magazine no 328 juin 1975
- The Long Cry for Help (1975) Publié en français sous le titre Un poignant appel à l'aide, Paris, Opta, Mystère Magazine no 335 janvier 1976
- Bitter Secret (1982) Publié en français sous le titre Un lourd secret, Paris, Thriller no 8, mars/avril 1983

## Filmographie

### Cinéma
- Appointment with a Shadow (en), réalisé par Richard Carlson en 1957

### Télévision
- House of Mystery, adaptation de The House of Death, réalisé par Kurt Neumann en 1931
- Public Servant, épisode de la série télévisée Studio One, réalisé par Ralph Nelson en 1951
- The Case of the Lurid Letter, épisode de la série télévisée Perry Mason, réalisé par Arthur Marks en 1962
- My Dear Uncle Sherlock, d’après la nouvelle éponyme, épisode de la série télévisée ABC Weekend Specials, réalisé par Arthur H. Nadel en 1977